# The Innkeepers
The Innkeepers is een Amerikaanse horrorfilm uit 2011 onder regie van Ti West, die het verhaal ook zelf schreef.

## Verhaal
Hotel Yankee Pedlar Inn gaat zijn laatste weekend in voor het definitief sluit. Alleen de kamers op de tweede verdieping zijn nog beschikbaar voor gasten; alle anderen zijn al grotendeels leeggemaakt. Claire en Luke vormen met zijn tweeën het volledige personeel tijdens deze laatste dagen, de eigenaar is op vakantie. Ze kunnen goed met elkaar overweg, mede dankzij hun gezamenlijke hobby: het zoeken naar bewijzen voor het bestaan van geesten. Luke heeft een eigen website met artikelen over vermeende paranormale voorvallen binnen de Yankee Pedlar Inn. Claire helpt hem daarmee. Een van de meest prominente verhalen op de site gaat over Madeline O'Malley. Zij zou zichzelf ooit hebben opgehangen in het hotel, nadat haar echtgenoot haar daar in de steek liet tijdens hun huwelijksreis. De toenmalige eigenaars van de Yankee Pedlar Inn zouden haar lichaam daarna verborgen hebben in de kelder van het hotel. Luke gebruikt Claires interesse in geesten ook om grappen met haar uit te halen die haar doen schrikken. Als gevolg daarvan heeft zij daarna steevast haar inhalator nodig, die ze bij zich draagt voor haar astma.
's Middags arriveert er een nieuwe gast in het hotel. Claire herkent haar als Leanne Rease-Jones, een voormalig filmactrice. Ze komen herhaaldelijk met elkaar in contact omdat Claire tijdens de stille nachturen in het hotel op zoek gaat naar aanwijzingen voor de aanwezigheid van de geest van O'Malley. Daarbij maakt ze regelmatig veel kabaal, helemaal op momenten dat ze denkt iets waar te nemen of ergens van schrikt. Wanneer ze op een nacht een vrouwenstem en de piano in de hal hoort, gaat Claire zo uit haar dak dat Leanne er iets van zegt. Claire verklaart haar waarom ze zo opgewonden is, waarop Leanne vertelt dat ze in de stad is voor een paranormale beurs. Ze zegt dat ze dingen 'waarneemt' en zich daar tegenwoordig mee bezighoudt, in plaats van met films. Leanne waarschuwt Claire om niet de kelder van het hotel in te gaan. Die raakt er daardoor alleen maar meer van overtuigd dat de verhalen over O'Malley waar zijn. Wanneer ze gaat slapen en daarna ontwaakt, ziet ze een verschijning van de vrouw naast haar bed.
Dan checkt er een man in. Hij weigert een kamer te nemen op de tweede verdieping omdat hij per se kamer 353 wil, de bruidssuite. Claire geeft hem die, op voorwaarde dat hij ermee akkoord is dat de ruimte vrijwel leeg is. Er staat alleen nog een bed, waar zij beddengoed voor haalt. De man vindt het prima. Hij vertelt Claire dat hij kamer 353 om nostalgische redenen wil, omdat hij daar ooit op verbleef tijdens zijn huwelijksreis.
Luke en Claire gaan samen naar de kelder om te proberen daar contact te maken met de geest van O'Malley. Hij raakt daarbij zo in paniek dat hij het hotel uitvlucht. Claire vraagt daarom Leanne om hulp. Zij gaat naar de kelder en vertelt Claire daarna dat ze onmiddellijk het hotel uitmoeten. Claire herinnert zich de man op kamer 353 en gaat hem roepen. Hij blijkt dood in bad te liggen, met doorgesneden polsen. Bij terugkeer in de hal, is Leanne nergens meer te bekennen. Omdat ze geluid hoort in de kelder, gaat Claire in de deuropening kijken of dit afkomstig is van Leanne. Plotseling ziet ze de dode man van kamer 353 achter zich staan, schrikt ze en valt ze de keldertrap af. Claire loopt daarbij een bloedende wond aan haar hoofd op. Ze ziet de dode man uit kamer 353 inmiddels beneden aan de keldertrap staan en vlucht de donkere ruimte verder in, op zoek naar een andere uitgang. Ze komt uit bij een luik dat naar de garage leidt, alleen heeft ze dit eerder zelf op slot gedaan. Terwijl ze op het hout bonkt en om hulp schreeuwt, ziet ze de geest van O'Malley op zich afkomen.

### Epiloog
De volgende morgen staat Luke een politieagent te woord. Ondertussen brengt een lijkschouwer het lichaam van de dode Claire op een brancard naar buiten. Een collega van hem komt uit kamer 353 met een brancard met daarop het lichaam van de dode man. Wanneer Luke vervolgens naar Leannes kamer gaat, vertelt zij hem dat ze de dood van Claire niet had kunnen voorkomen. De deur van de kamer waarop Claire sliep, slaat schijnbaar vanuit het niets dicht.

## Rolverdeling
- Sara Paxton - Claire
- Pat Healy - Luke
- Kelly McGillis - Leanne Rease-Jones
- Lena Dunham - Barista
- George Riddle - Man op kamer 353
- Brenda Cooney - Madeline O'Malley
- John Speredakos - Agent Mitchell
- Alison Bartlett - Gayle
- Jake Ryan - Gayles zoon

## Trivia
- Het Yankee Pedlar Inn is de echte naam van het echt bestaande hotel waarin werd gefilmd. Dit staat in Torrington (Connecticut).